# المغامرات الغامضة الجديدة (مجلة)

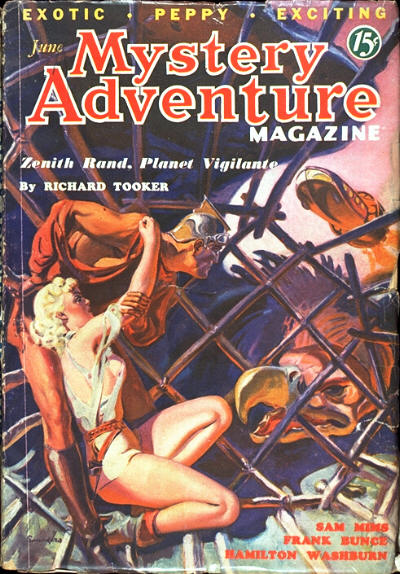
غلاف عدد يونيو 1936. الفنان نورمان سوندرز.

كانت المغامرات الغامضة الجديدة New Mystery Adventuresعبارة عن أحد مجلات اللب ظهرت من عام 1935 إلى عام 1937. اشتملت على مزيج من الأنواع: كانت هناك في بعض الأحيان قصص خيال علمي، وأوهام مثل «الدفن حيا» لواين روجرز و «انقذها الشيطان» بقلم ريتشارد بي سيل، بالإضافة إلى قصص مغامرات لمؤلفين مثل إل رون هوبارد. كانت هناك أيضًا قصص غامضة وقصص تهديد غريبة. ظهرت قصة واحدة في سلسلة «دومينو ليدي» لارس أندرسون، ومن بين الكتاب الغامضين الآخرين أوكتافوس روي كوهين وستيف فيشر.
تم نشر المجلة في الأصل من قبل مطبوعات بيري، ولكن حصل عليها Harold Hersey في ديسمبر 1936. ادعى هيرسي توزيع 600000 له، لكنه توقف عن النشر بعد ستة أشهر فقط.

## مسيرة المجلة ونشرها
تم نشر المجلة في البداية من قبل مطبوعات بيري، ثم تغير هذا الاسم إلى Fiction Magazines Inc من إصدار مايو 1936. مع إصدار ديسمبر 1936، حصل هارولد هيرسي على المجلة، وتغير عنوان مقر النشر من 120 ويست 42 ستريت إلى 49 ويست 45 ستريت، نيويورك، على الرغم من أن اسم الناشر لم يتغير. \

## تغيير الاسم
تغير العنوان عدة مرات: بدأ باسم المغامارات الغامضة الجديدة، وتم تغيير إلى Mystery Adventure Magazine مع إصدار مايو 1936، ثم أصبح Mystery Adventures في ديسمبر 1936، قبل العودة إلى Mystery Adventures Magazine من يناير 1937 إلى نهاية مسيرتها. كانت المجلة تصدر بشكل شهري طوال فترة عرضها، باستثناء أنه تم دمج أعداد مايو ويونيو 1935، ولم يكن هناك عدد أبريل 1937. المحرر الأول كان إيه آر روبرتس. تغير هذا إلى WW Hubbard مع إصدار مايو 1936، ثم هارولد هيرسي في ديسمبر 1936.
كانت هناك خمسة مجلدات تضم ستة أعداد، وخمسة أعداد، وستة أعداد، وأربعة أعداد، وأربعة أعداد على التوالي؛ تم وضع علامة خاطئة على إصدار ديسمبر 1935 1/3 بدلاً من 2/3. كان في تنسيق المجلات من نوع مجلات اللب طوال الوقت متماثلا، وكان يتراوح بين 128 و 132 صفحة لكل إصدار. الإصدار الأول كان 20 سنتا. أما باقي الأعداد فكانت كلها 15 سنتًا.

## كتب حول الموضوع
- Ashley، Mike (1985). "Mystery Adventures". في Tymn؛ Ashley (المحررون). Science Fiction, Fantasy and Weird Fiction Magazines. Westport, Connecticut: Greenwood Press. ص. 416–417. ISBN:0-3132-1221-X.
- Cook، Michael L. (1983). "New Mystery Adventure". في Cook (المحرر). Mystery, Detective, and Espionage Magazines. Westport, Connecticut: Greenwood Press. ص. 374–375. ISBN:0-313-23310-1.

## روابط خارجية
- حول المجلة عبر موقع www.philsp.com/
- قائمة اعدد المجلة